# Mangaldan
Mangaldan est une municipalité de la province de Pangasinan, aux Philippines.